# Just Can’t Get Enough (singel Depeche Mode)
Just Can't Get Enough – singel grupy Depeche Mode promujący album Speak & Spell.

## Wydany w krajach
- (7", 12")
- Belgia (CD)
- Brazylia (7", CD)
- Japonia (7")
- Filipiny (7")
- Francja (7", 12", CD)
- Hiszpania (7", 12")
- Holandia (7")
- Kanada (7")
- Niemcy (7", 12", CD)
- Peru (7")
- Portugalia (7")
- Szwecja (7")
- Unia Europejska (CD)
- USA (7", 12", CD)
- Wielka Brytania (7", 12", CD)
- Włochy (7")

## Informacje
- Czas nagrywania Lipiec 1981
- Nagrano w Blackwing Studios, Londyn (Wielka Brytania)
- Produkcja Daniel Miller i Depeche Mode
- Teksty i muzyka Vince Clarke
- Inżynier dźwięku Eric Radcliffe

## Twórcy
Depeche Mode
- David Gahan – wokale główne, chórki
- Martin Gore – syntezator, automat perkusyjny, chórki
- Vince Clarke – syntezator, chórki
- Andrew Fletcher – syntezator, chórki

Dodatkowi muzycy
- Daniel Miller - dodatkowe syntezatory, programowanie, ARP 2600

## WydaniaMute
- numer katalogowy: 7 MUTE 016, wydany 7 września 1981, format: 7"
  1. Just Can't Get Enough - 3:41
  2. Any Second Now - 3:06

- numer katalogowy: 12 MUTE 016, wydany 7 września 1981, format: 12"
  1. Just Can't Get Enough (Schizo Mix) - 6:43
  2. Any Second Now (Altered) - 5:41

- numer katalogowy: CD MUTE 016, wydany (reedycja) 25 listopada 1991, format: CD
  1. Just Can't Get Enough - 3:45
  2. Any Second Now - 3:09
  3. Just Can't Get Enough (Schizo Mix) - 6:48
  4. Any Second Now (Altered) - 5:42

## Notowania i certyfikaty
| Lista (1981–82)                                | Najwyższa pozycja |
| ---------------------------------------------- | ----------------- |
| Australia (Kent Music Report)                  | 4                 |
| Belgia (Ultratop 50 Flandria)                  | 8                 |
| Francja (SNEP)                                 | 146               |
| Irlandia (IRMA)                                | 16                |
| Holandia (Mega Single Top 100)                 | 5                 |
| Nowa Zelandia (RIANZ)                          | 29                |
| Hiszpania (AFYVE)                              | 15                |
| Szwecja (Sverigetopplistan)                    | 14                |
| UK Singles Chart (The Official Charts Company) | 8                 |
| U.S. Billboard Hot Dance Club Play             | 26                |

| Kraj            | Certyfikat   |
| --------------- | ------------ |
| Wielka Brytania | Srebro (BPI) |

### Wersja The Saturdays
Brytyjsko-irlandzki girlsband The Saturdays wydał swoją wersję "Just Can't Get Enough" 1 marca 2009 roku jako oficjalny hymn organizacji charytatywnej Comic Relief. Utwór znalazł się na reedycji debiutanckiego albumu Chasing Lights. Singel w pierwszym tygodniu uplasował się na 2 miejscu UK Singles Chart wyprzedzony przez utwór Flo Ridy "Right Round".
W 2011 roku piosenka została wykorzystana do promocji filmu Kocha, lubi, szanuje.

### Listy utworów i formaty singla
CD Single
(1799707; Wydany 2 marca 2009)
1. "Just Can't Get Enough" (Radio Mix) — 3:08
2. "Golden Rules" — 3:50

Digital Single
(Wydany 1 marca 2009)
1. "Just Can't Get Enough" (Radio Mix) — 3:08
2. "Just Can't Get Enough" (Video Mix) — 3:19
3. "Just Can't Get Enough" (Wideboys Club Mix) — 5:08
4. "Just Can't Get Enough" video — 3:32 iTunes Edition Only

### Notowania i certyfikaty
| Lista (2009)                                   | Najwyższa pozycja |
| ---------------------------------------------- | ----------------- |
| European Hot 100 Singles                       | 6                 |
| Węgry (Rádiós Top 40)                          | 11                |
| Irlandia (IRMA)                                | 6                 |
| Słowacja (IFPI)                                | 94                |
| Szkocja (The Official Charts Company)          | 2                 |
| UK Singles Chart (The Official Charts Company) | 2                 |

### Notowania końcowo-roczne
| Lista (2009)     | Pozycja |
| ---------------- | ------- |
| UK Singles Chart | 68      |

### Certyfikaty
| Kraj            | Certyfikat   |
| --------------- | ------------ |
| Wielka Brytania | Srebro (BPI) |